# Never say never (渋谷凛の曲)
『Never say never』（ネヴァー・セイ・ネヴァー）は、2012年4月18に発売されたシングルである。
本作はバンダイナムコエンターテインメントが展開するソーシャルゲーム『アイドルマスター シンデレラガールズ』の登場人物の一人、渋谷凛（福原綾香）の持ち歌である。

## 音楽性
雑誌『リスアニ!』Vol11.1によると、本楽曲は王道的なクラブサウンドとされている。
一方、Web版『リスアニ！』によるハイレゾ版のレビューの中では、すがすがしい疾走感あふれるポップなサウンドが、2000年代のアニメソングを思わせると評されている。

## 背景

### スタッフィング
本楽曲はもともと作曲家の遠山明孝がストックしていたデモ版だったが、『アイマス』シリーズ総合ディレクターの石原章弘がそれを気に入り、『デレマス』に使いたいと提案したという経緯がある。
本来は遠山が一人で作編曲・作詞を手掛けるはずだったが、『鉄拳タッグトーナメント2』で忙しかったため、作詞は八城雄太との連名となり、編曲はメロキュアの『1st Priority』などで知られる関淳二郎が担当した。
八城によると、2012年頃にCD化が決まった際、社内の作詞家が不足していることが判明したため、試しに渋谷凛と双葉杏の楽曲を手掛けることになったと2021年のダ・ヴィンチとのインタビューの中で説明している。
八城は学生時代に自主制作の経験があったものの、2010年にゲームプランナーとしてに入社しており、当時はクリエイターとして素人同然だったため、のちに業務を通じて勉強しなおしたと振り返っている。

### 収録
福原にとっては、本楽曲が初めて歌や収録でスタジオに入り込んだ経験である。
収録には6時間以上かかったという。声を担当した福原は、最初の段階では歌い方がベテランそのものだったため、力を抜いて新人らしさを込めたという。

## 収録内容
| #         | タイトル                                         | 作詞                       | 作曲             | 編曲      | 時間  |
| --------- | ------------------------------------------------ | -------------------------- | ---------------- | --------- | ----- |
| 1.        | 「Never say never」                              | NBGI（遠山明孝・八城雄太） | NBGI（遠山明孝） | 関淳二郎  | 3:49  |
| 2.        | 「ドラマ「目指せ！シンデレラNO.1! -渋谷凛編-」」 |                            |                  |           | 7:19  |
| 3.        | 「Never say never（オリジナル・カラオケ）」      |                            |                  |           |       |
| 4.        | 「ボーナス・トラック」                           |                            |                  |           | 0:53  |
| 合計時間: | 合計時間:                                        | 合計時間:                  | 合計時間:        | 合計時間: | 15:53 |

## 収録作品
- アイドルマスター ワンフォーオール - DLC（カタログ10号）で配信（スペシャルゲスト「渋谷凛」専用楽曲）[5]
- アイドルマスター シンデレラガールズ スターライトステージ - 条件を満たすと使用可能
- アイドルマスター ポップリンクス - アップデートで追加

シリーズ外の収録例としては、アーケードゲーム『太鼓の達人レッドVer.』にて2017年1月31日から行われた『アイドルマスター シンデレラガールズ』のコラボレーションの一環として本楽曲が収録されている。

## 収録CD
| 楽曲名                                        | 収録作品                                                          | 歌唱者                     | 備考                       |
| フルバージョン                                | フルバージョン                                                    | フルバージョン             | フルバージョン             |
| --------------------------------------------- | ----------------------------------------------------------------- | -------------------------- | -------------------------- |
| Never say never                               | THE IDOLM@STER CINDERELLA MASTER 001                              | 渋谷凛                     |                            |
| Never say never                               | THE IDOLM@STER CINDERELLA GIRLS ANIMATION PROJECT 00 ST@RTER BEST | 渋谷凛                     |                            |
| アレンジ・リミックス                          |                                                                   |                            |                            |
| Never say never -For Anastasia rearrange MIX- | 346Pro IDOL selection vol.2                                       | アナスタシア（上坂すみれ） | 鳥居克成によるリミックス。 |

## ライブ・パフォーマンス
2014年11月30日に「アイドルマスター シンデレラガールズ」3周年を記念して行われた「THE IDOLM@STER CINDERELLA GIRLS 2ndLIVE PARTY M@GIC!!」では、本楽曲がソロパートの最終楽曲として披露された。

## 反響

### 売り上げ・ランキング
本作は初週で約3.3万枚を売り上げ、オリコン週間シングルランキング（2012年4月30日付）で6位にランクインし、8週間にわたって週間シングルランキングTOP200にとどまった。
Billboard JapanにおいてはHot Animation（2012年4月25日公開）にて4位にランクインした。ほか、Hot100では8位、Salesでは5位にランクインした。